# Войнич, Этель Лилиан
Эте́ль Лилиа́н Во́йнич (девичья фамилия — Буль) (англ. Ethel Lilian Voynich; 11 мая 1864, Баллинтемпл, Ирландия — 27 июля 1960, Нью-Йорк, США) — английская писательница, переводчица, композитор, дочь видного английского учёного и профессора математики Джорджа Буля, супруга Вильфреда Войнича. В её честь назван кратер Войнич на Венере.

## Биография
Этель не знала своего отца Джорджа Буля, так как он умер через полгода после её рождения.
Её мать Мэри Эверест была дочерью профессора греческого языка. Мэри была талантливым математиком и преподавателем математики. В честь дяди Мэри, Джорджа Эвереста, названа самая высокая горная вершина в Гималаях — гора Эверест (Джомолунгма).
Мать в нужде воспитывала пять дочерей. Поэтому когда самая младшая, Этель, достигла восьмилетнего возраста, она отвезла её к брату покойного мужа, работавшему интендантом на шахте. Он был очень религиозным и суровым человеком.
В 1882 году Этель получила небольшое наследство и начала изучать музыку в Берлинской консерватории как пианистка. В Берлине она также посещала лекции славистов в университете.
Приехав в Лондон, она присутствовала на собраниях политических эмигрантов, среди которых был русский революционер-народник Сергей Кравчинский (псевдоним — Степняк). Он много рассказывал ей о своей родине. У Этель возникло желание посетить Российскую империю, которое она осуществила в 1887 году.
Она проработала в России два года как гувернантка и преподавательница музыки и английского языка в семье Веневитиновых в их усадьбе в Воронежской губернии.

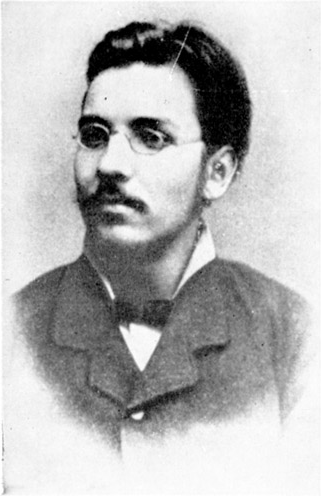
Михаил Войнич

В 1902 году вышла замуж за В. Л. Войнича, польско-литовского революционера (позднее — литератора и библиофила), переселившегося в Англию после побега из сибирской ссылки (он известен как первооткрыватель «Рукописи Войнича»).
Этель Войнич была членом «Общества друзей русской свободы» и «Фонда вольной русской прессы», которые критиковали царский режим России.
Под впечатлением общения с Кравчинским, а также прочитанных биографий великих итальянских патриотов Джузеппе Гарибальди и Джузеппе Мадзини Войнич создала образ и характер героя своей книги — Артура Бертона, Овода. Такой же псевдоним имел знаменитый древнегреческий философ Сократ. В 1897 году книга «Овод» была издана в США и Англии. В следующем году появился её русский перевод в России, где роман имел грандиозный успех. Позже книга была неоднократно переиздана на многих языках.
Значительное место в романе занимает деятельность итальянской подпольной организации «Молодая Италия» в 1830—1840-х годах. После разгрома армии Наполеона вся Италия, которая до этого была включена в Империю, оказалась разделена на несколько отдельных государств и фактически захвачена австрийскими войсками. Пользующийся безусловным авторитетом в Италии глава Римско-католической церкви Папа Римский ориентировал политику на захватчиков. В Италии были сильны патриотические настроения сторонников объединения страны и борьбы за её независимость. В 1833 году, когда начинается действие романа, в разных областях Италии вспыхивали вооруженные восстания. Перед 1848 годом революционная волна охватила уже всю Западную Европу и Италию. В 1846 году Римско-католической церковью во главе с Папой был предпринят ряд либеральных реформ, малая польза которых и обсуждается героями во второй и третьей частях романа.
Трижды — в 1928, 1955 и 1980 годах — вышли фильмы «Овод» по мотивам романа Этель Войнич. Несколько драматургов и режиссёров поставили спектакли и оперы в театрах.
В 1895 году под заглавием «Юмор России» вышел сборник её переводов на английский язык произведений известных русских прозаиков и поэтов: Н. В. Гоголя, Ф. М. Достоевского, М. Е. Салтыкова-Щедрина, Г. И. Успенского, В. М. Гаршина, И. Ф. Горбунова, А. Н. Островского и С. М. Степняка.
В 1901 году писательница закончила свой новый роман «Джек Реймонд». В героине другого её романа (1904) «Оливия Лэтам» заметны черты характера самой Этель Войнич.
В 1910 году появилась её книга «Прерванная дружба». Её перевод на русский был озаглавлен «Овод в изгнании».
В 1911 году Войнич перевела на английский шесть лирических поэм Т. Г. Шевченко.
Позже она долгое время ничего не сочиняла и не переводила, предпочитая литературе музыку. Она создала несколько музыкальных произведений, лучшим из которых считала ораторию «Вавилон».
В 1931 году в США, где она поселилась, был издан её перевод коллекции писем польского композитора Ф. Шопена с польского и французского языков на английский.
Весной 1945 года (в возрасте 81 года) она закончила писать своё последнее произведение «Сними обувь твою».
О своей невероятной популярности в СССР, огромных тиражах и экранизациях «Овода» забытая в США Войнич узнала только в это время: её разыскала в США литературовед Евгения Таратута (см. «Наш друг Этель Лилиан Войнич», Библиотека «Огонёк», № 42, 1957). Ей стали приходить письма от советских читателей, её навещали в Нью-Йорке делегации пионеров, артистов Большого театра, моряков и разных других советских граждан, оказывавшихся по работе в США.

15 декабря 1955 года Секретариат ЦК КПСС обсудил вопрос об Э. Л. Войнич и затем Президиум ЦК КПСС (протокол № 175 от 19.12.1955) утвердил следующее решение:
«1. Принять предложение секретариата правления СП СССР и Министерства культуры СССР о выплате гонорара проживающей в США писательнице Л. Войнич (Лилиан Этель Буль — так в тексте) в сумме 15 тысяч американских долларов за многочисленные издания в Советском Союзе её романа „Овод“.
2. Разрешить Министерству культуры СССР передать в дар Л. Войнич копию кинофильма „Овод“ на узкой плёнке.
Секретарь ЦК Хрущёв»
Умерла 27 июля 1960 года. Согласно завещанию, её тело было кремировано, а прах развеян над Центральным парком Нью-Йорка.

## Произведения
- Овод
- Прерванная дружба
- Сними обувь твою
- Джек Реймонд
- Оливия Лэтам

## Слухи и легенды
Писатель Робин Брюс Локхарт (сын Брюса Локхарта) в своей авантюрной книге «Король шпионов» утверждал, что любовником Войнич якобы был Сидней Рейли, которого позже назвали «асом шпионов», и что они вместе путешествовали по Италии, где Рейли рассказал Войнич свою историю и стал одним из прототипов героя книги, Артура Бертона. Однако Эндрю Кук — биограф Рейли и историк спецслужб — оспорил эту романтическую, но бездоказательную легенду. По его словам, куда вероятнее, что шпион Рейли путешествовал по пятам вольнодумствующей англичанки, чтобы докладывать о её передвижениях и встречах.

## Документальные фильмы и передачи
- «Гении и злодеи. Этель Лилиан Войнич» (документальный цикл телеканала «Культура», эфир 26.02.2014)